# Epitelio intestinal

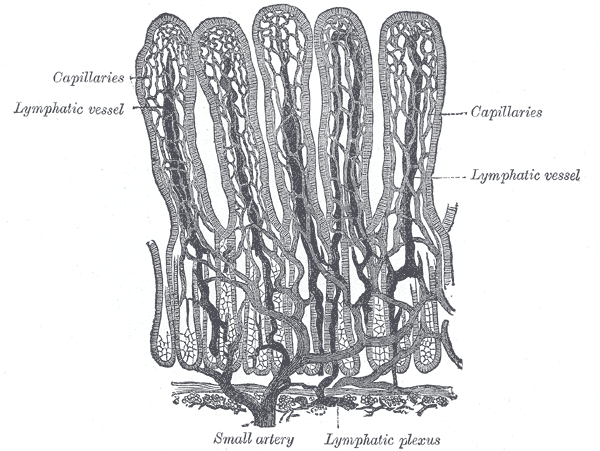
Se observa la capa única de células epiteliales, los enterocitos, que recubre el interior del intestino, unidos entre sí forman una barrera entre el ambiente intestinal y el medio interno. Se aprecia la proximidad que tiene el epitelio intestinal y los capilares sanguíneos. Dibujo semi esquemático año 1858.

El epitelio intestinal constituye la principal barrera entre nuestros ambientes interno y externo y es la superficie mucosa más extensa del organismo.
Se compone de una sola capa de epitelio de células cilíndricas que recubre la pared del intestino (la mucosa intestinal) y tiene dos funciones críticas. Por un lado actúa como una barrera, impidiendo el ingreso de sustancias nocivas, tales como antígenos extraños, tóxicos, microorganismos y sus toxinas.
 Por otro, actúa como un filtro selectivo, que permite el paso de diversos componentes de la dieta, electrolitos y agua, desde la luz intestinal hasta la sangre.
En circunstancias fisiológicas, cuando el epitelio intestinal está indemne, forma una barrera compacta pero selectiva, que impide el paso de los microbios y de la mayoría de antígenos y permite la absorción activa de nutrientes. Cuando este control desaparece, aumenta la permeabilidad intestinal y se produce un paso incontrolado de sustancias a la sangre. Esto puede provocar, dependiendo de la predisposición genética de la persona, el desarrollo de enfermedades autoinmunes, inflamatorias, infecciones, alergias o cánceres, tanto intestinales como en otros órganos.

## Características estructurales

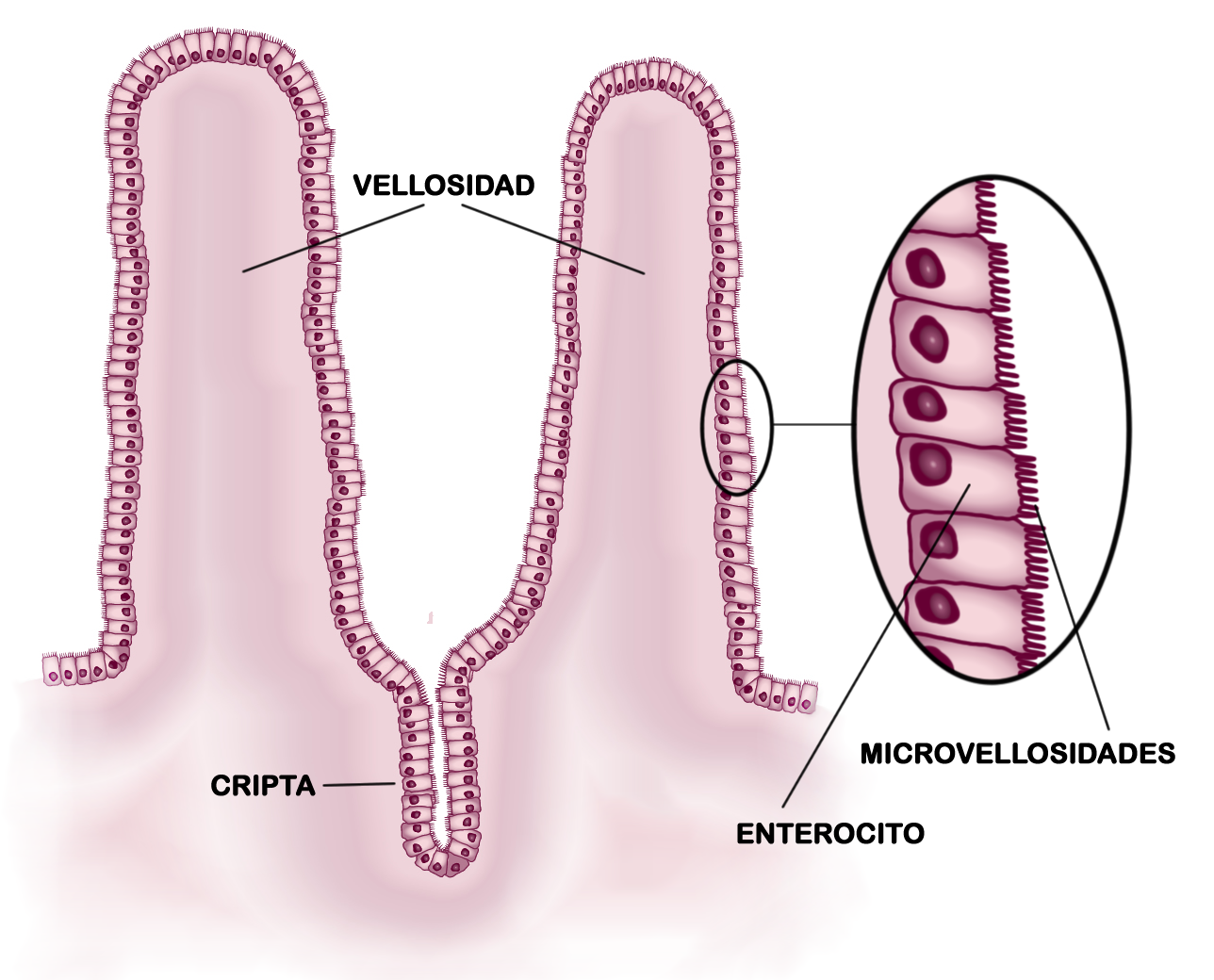
Esquema del epitelio del intestino delgado. Se aprecia la capa de células (enterocitos, con microvellosidades apicales) formando pliegues (vellosidades intestinales y criptas), para aumentar la superficie de absorción.

A lo largo del tubo digestivo, existen variaciones en el tipo y distribución de las células mucosas, lo cual refleja la función especializada de cada región.
En el intestino delgado, la capa mucosa está adaptada para proporcionar una extensa área superficial, con el fin de exponer los contenidos luminales a las células absortivas. La ampliación de la superficie de absorción, más allá de un simple cilindro de intestino, se consigue mediante tres factores anatómicos:
- Las válvulas de Kerckring. Se trata de pliegues circulares transversales, que amplían tres veces el área superficial.
- Las vellosidades intestinales y las criptas, que incrementan diez veces la superficie mucosa.
- Las microvellosidades que recubren la cara apical de los enterocitos, que aumentan unas 600 veces la superficie absortiva.

Las células epiteliales más corrientes son las cilíndricas, que a su vez pueden dividirse en función de su actividad proliferativa. Las células de las criptas ejercen la actividad máxima, mientras que las células superficiales son menos activas.
A lo largo de todo el intestino están presentes las células caliciformes, secretoras de moco, especialmente abundantes a nivel del íleon y yeyuno terminal.

### Componentes estructurales de las uniones celulares
Las células epiteliales están conectados entre sí por cuatro tipos de uniones, que pueden ser identificados a nivel ultraestructural:
- Uniones gap.
- Desmosomas.
- Uniones adherentes.
- Uniones estrechas.

#### Uniones gap
Se trata de secciones muy estrechas, inferiores a 2 nm. Están formadas por un número de proteínas homólogas codificadas por una familia de genes, denominadas conexinas. El estudio molecular de su estructura muestra una configuración hexagonal denominada hexámero, que está embebido en la pared de la célula. El centro de las seis proteínas forma el hueco o canal que comunica las dos células. La otra mitad del canal la aporta la pared de la célula yuxtapuesta.

#### Desmosomas
Estos complejos de adhesión consisten en proteínas transmembrana que enlazan las células adyacentes al citoesqueleto de actina, a través de proteínas de andamiaje citoplasmáticas. Están sometidos periódicamente a movimientos peristálticos y poseen una gran resistencia mecánica.
Los desmosomas se han estudiado principalmente a nivel del músculo liso cardíaco y la piel, pero existen pocos trabajos que hayan abordado el papel de las proteínas de estas estructuras a nivel del epitelio intestinal.

#### Uniones adherentes
Las uniones adherentes, también llamadas "zonula adherens" (ZA), son complejos de proteínas situados a nivel de la membrana lateral, que se producen en los puntos de contacto de las células. Se forman por la interacción entre las proteínas adaptadoras intracelulares, las proteínas transmembrana y el citoesqueleto.
Las principales ZA se forman por interacciones cadherina-catenina. Además de su papel en la vinculación de las células adyacentes, estos complejos son importantes para regular la migración epitelial, mantener la polaridad celular y la formación y proliferación de otros complejos adhesivos, tales como los desmosomas. Prueba de ello, es que la regulación a la baja de la E-cadherina en el epitelio intestinal, debilita la adhesión intercelular y se ha relacionado con la presencia de alteraciones en la migración y proliferación intestinales.
Otro importante complejo de la ZA está formado por las interacciones nectina-afadina.
Las ZA, junto con los desmosomas, parecen desempeñar un papel fundamental en la articulación mecánica de las células adyacentes.

#### Uniones estrechas
Las uniones estrechas, también denominadas zonula occludens (ZO), son uno de los principales distintivos de los epitelios secretores y absortivos. Se trata de complejos multi-proteicos, compuestos aproximadamente por 35 proteínas diferentes, que forman un anillo en forma de cinta continua, situado alrededor de las células epiteliales, en la frontera entre las regiones de la membrana apical y lateral. Se trata de los complejos de unión apicales más adhesivos en las células epiteliales de los mamíferos.
Los dominios extracelulares de proteínas ZO de transmembrana en células adyacentes se anastomosan para formar el sello ZO. Estas interacciones incluyen aquellas relacionadas con las proteínas en la misma membrana (“en cis”) así como las relacionadas con las proteínas en las células adyacentes (“en trans”). Además, las proteínas de la ZO pueden formar interacciones homofílicas (con la misma proteína) o heterofílicas (entre proteínas con ZO distintas).
De manera similar a las ZA, los dominios intracelulares interaccionan con diversas proteínas de andamiaje, proteínas adaptadoras y complejos de señalización para regular la unión del citoesqueleto, polaridad celular, señalización celular y el tráfico de vesículas.
Las uniones estrechas son responsables de sellar el espacio intercelular y de la regulación selectiva del transporte paracelular de solutos iónicos. Si bien anteriormente se pensaba que las uniones estrechas eran estructuras estáticas, actualmente se sabe que en realidad son dinámicas y se adaptan con facilidad a las diversas circunstancias de desarrollo, fisiológicas y patológicas. Funcionan como una barrera paracelular selectiva y semipermeable, entre los compartimentos apical y basolateral. Su misión es facilitar el paso de pequeños solutos hidrosolubles e iones a través del espacio intercelular, y evitar la translocación de antígenos luminales, microorganismos y sus toxinas. Asimismo, compensan cualquier gradiente generado por las vías transcelulares.
El conocimiento de la biología de las ZO surgió en la década de 1960, con el desarrollo de la microscopía electrónica. A partir de las observaciones iniciales, se ha podido conocer que las ZO consisten en cuatro familias únicas de proteínas transmembrana: ocludinas, claudinas, moléculas de adhesión celular (JAM) y tricelulinas.
En el año 2000 se describió la zonulina por Alessio Fasano y su equipo de la Universidad de Maryland. Se trata de una molécula que modula reversiblemente la permeabilidad de la pared intestinal, ampliando las uniones estrechas intercelulares para regular el movimiento de líquidos, macromoléculas y leucocitos entre el torrente sanguíneo y el intestino, y viceversa, permitiendo el paso de nutrientes y bloqueando el de alimentos incompletamente digeridos, sustancias químicas, toxinas y microorganismos, y evitando la colonización con microorganismos del intestino proximal (es decir, la inmunidad congénita).

## Fisiología

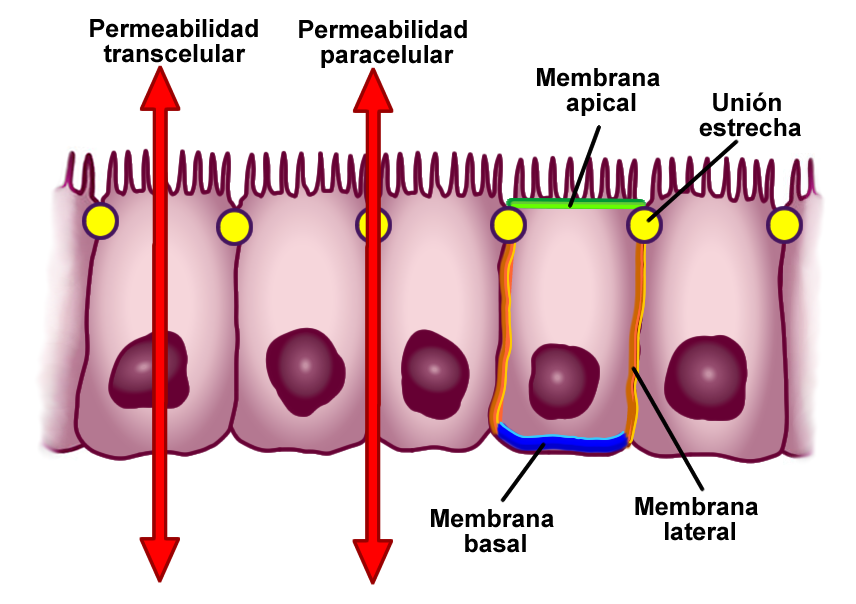
Esquema de las células del epitelio intestinal y de las rutas de permeabilidad selectiva (flechas rojas), que facilitan o dificultan el paso de sustancias entre la luz intestinal y la sangre.

El epitelio intestinal posee unas complejas estructuras anatómicas y funcionales, con una afinada coordinación de las funciones digestivas, absortivas, de motilidad, inmunológicas y neuroendocrinas. Las uniones estrechas y las uniones adherentes también son importantes en la regulación de la proliferación celular, la diferenciacióny la polarización celular.
En términos funcionales, se considera que las células de las criptas son fundamentalmente secretoras. Por el contrario, los enterocitos son principalmente células absortivas, cuyo ribete en cepillo de la zona apical contiene hidrolasas y otras enzimas indispensables para la digestión de las proteínas e hidratos de carbono. No obstante, estudios recientes realizados a nivel del colon, cuestionan esta compartimentalización clásica, demostrando que en esta región las células epiteliales tienen propiedades tanto secretoras como absortivas.
El moco que segregan las células caliciformes actúa como lubricante y protege la mucosa frente a la irritación.
La absorción de los electrolitos y del agua, es una de las funciones más importantes del tubo digestivo. La absorción de líquidos es pasiva e isotónica, pues depende de la velocidad del transporte de solutos. Otros factores que influyen sobre la absorción de líquidos son la osmolaridad luminal y la región intestinal.
La regulación de la  permeabilidad selectiva se efectúa a través de dos rutas principales: la ruta transepitelial/transcelular y la ruta paracelular.

### Permeabilidad transepitelial/transcelular
Esta se asocia generalmente con el transporte de solutos a través de las células epiteliales. Está predominantemente regulada por los transportadores selectivos de: electrolitos, aminoácidos, azúcares y ácidos grasos de cadena corta. Como consecuencia de la elevada resistencia de la membrana plasmática de los enterocitos, las variaciones en la conductancia transepitelial se han atribuido a modificaciones en la vía paracelular.

### Permeabilidad paracelular
Se asocia con el transporte a través del espacio virtual existente entre las células epiteliales. Está regulada por complejos intercelulares localizados en la unión apical y a lo largo de la membrana lateral de cada célula. Se trata de la vía principal del flujo pasivo de solutos a través de la barrera epitelial intestinal. Su estado funcional depende de la regulación de las uniones estrechas intercelulares, las cuales representan la barrera más importante en esta vía paracelular. Al microscopio electrónico, se ha observado que la resistencia eléctrica de los tejidos epiteliales depende de la complejidad y el número de los filamentos de proteínas transmembránicas dentro de las uniones estrechas.